# Conrad Mainwaring
Conrad Mainwaring, född 2 oktober 1951, är en antiguansk och barbudansk friidrottare. Han deltog vid olympiska sommarspelen 1976.